# Yazıhan
Yazıhan (kurdisch Yazixan) ist eine Stadtgemeinde (Belediye) im gleichnamigen Ilçe (Landkreis) der Provinz Malatya in Ostanatolien und gleichzeitig eine Gemeinde der 2012 geschaffenen Büyüksehir belediyesi Malatya (Großstadtgemeinde/Metropolprovinz). Seit der Gebietsreform 2013 ist die Gemeinde flächen- und einwohnermäßig identisch mit dem Landkreis. Yazıhan liegt im Zentrum der Provinz und grenzt extern an die Provinz Elazığ. Die Im Stadtlogo vorhandene Jahreszahl (1990) dürfte auf das Jahr der Ernennung zur Stadtgemeinde (Belediye) hinweisen.

## Verwaltung
Bis zu seiner Bildung 1990 war Kale ein Bucak im zentralen Landkreis (Merkez Ilçe) der Provinzhauptstadt Malatya. Das Gesetz Nr. 3644 gliederte ihn von dort aus. Die 27 Dörfer hatten zur letzten Volkszählung 1985 16.881 Einwohnern (1990 als Kreis: 16.218 Einw.).
(Bis) Ende 2012 bestand der Landkreis neben der Kreisstadt aus den beiden Stadtgemeinden (Belediye) Durucasu und Fethiye sowie 28 Dörfern (Köy), die während der Verwaltungsreform 2013 in Mahalle (Stadtviertel/Ortsteile) überführt wurden. Die drei existierenden Mahalle der Kreisstadt blieben erhalten, während die Mahalle der beiden anderen Belediye vereint und zu je einem Mahalle reduziert wurden. Durch Herabstufung dieser Belediye und der Dörfer zu Mahalle stieg deren Zahl auf 33 an. Ihnen steht ein Muhtar als oberster Beamter vor. 
Ende 2020 lebten durchschnittlich 395 Menschen in jedem dieser Mahalle, 1.793 Einw. im bevölkerungsreichsten (Durucasu Mah.).

## Persönlichkeiten
- Sebahat Tuncel (* 1975), Politikerin
- Hakan Bezci (* 1996), Fußballspieler